# Huntingdon and Peterborough
Huntingdon and Peterborough, nell'Inghilterra orientale è stata una delle contee storiche del paese. È stata una contea amministrativa dal 1963 al 1975, quando è entrata a far parte del Cambridgeshire. Il suo capoluogo era Huntingdon. Fu anche conosciuto come il Huntingdonshire, abbreviato Hunts.

## Vedere anche
- Huntingdonshire